# Norbert Lambing
Norbert Lambing (* 12. Oktober 1976 in Wien) ist ein ehemaliger österreichischer Ruderer und seit Mai 2011 aktueller Sportdirektor des österreichischen Ruderverbands. 

## Karriere
Er begann seine Karriere 1992 beim 1. Wiener Ruderclub LIA nach seiner Rückkehr aus Amerika, wo er mit Unterbrechung seit 1985 lebte. Den Weg zum Rudern fand er durch seine Cousine, die ihn zu einem Training im Ruderverein mitnahm. Bereits 1993 wurde er österreichischer Jugendmeister im Achter. Im Folgejahr war er zweitschnellster Junior in Österreich und qualifizierte sich zusammen mit Richard Malousek für die Junioren-Weltmeisterschaften im Rudern in München, bei denen das Duo nach einem schlechten Start den sechsten Endrang erreichte.
Nach seinem Eintritt 1995 ins Österreichische Bundesheer, Untergruppe Sport, konzentrierte sich Lambing ausschließlich auf das Rudertraining. Nach einer Operation im folgenden Winter/Frühjahr erreichte er nach zwei Monaten Training den fünften Rang bei den U23-Einzelausscheidungen der WM-Mannschaft. Zusammen mit seinem neuen Ruderpartner Thomas Leopold qualifizierte er sich im Doppelzweier für den Nations Cup in Groningen und wurde hierbei hinter den Mannschaften aus Deutschland, den Niederlanden, Polen und Argentinien fünfter.
Im Jahr 1996 fand er Anschluss zu den Athleten der offenen Altersklasse und ruderte mit seinem neuen Partner Raphael Hartl beim Nations Cup in Hazewinkel zur Bronzemedaille. Dieses Duo blieb bis 2001 zusammen und erreichte in seiner Laufbahn zwei weitere Bronzemedaillen im Zweier und Vierer bei Weltmeisterschaften. 1998 war sein erfolgreichstes Jahr mit dem Gewinn des Gesamtweltcups und der Bronzemedaille mit Raphael Hartl, Andreas Nader und Horst Nussbaumer im Doppelvierer bei den Weltmeisterschaften in Köln. 1999 folgte ein fünfter Platz im Finale, nachdem das Quartett den Vorlauf und das Halbfinale dominierte. Grund war ein technischer Fehler, der sie im ersten Viertel des Endlaufes von Platz 2 auf 5 versetzte.
2000 gelang erneut der Gewinn des Gesamtweltcups und bei den Olympischen Spielen in Sydney ein elfter Platz. In Summe gewann Lambing vier Einzelweltcupregatten im Doppelvierer zwischen 1998 und 2000. Nach dem enttäuschenden elften Platz in Sydney versuchte er 2001 erneut den Start im Doppelzweier mit Raphael Hartl. Durch eine Erkrankung während der Saison musste Lambing seine Ambitionen für einen Start bei den Weltmeisterschaften 2001 ablegen. Er startete noch bis 2007 bei Weltcups und beendete im Anschluss seine aktive Karriere als Rudersportler.

## Größte Erfolge
- 5. Platz: 1995 Nations Cup, Groningen – Doppelzweier
- 3. Platz: 1996 Nations Cup, Hazewinkel – Doppelzweier
- 3. Platz: 1997 Nations Cup, Mailand – Doppelzweier
- 4. Platz: 1997 Weltmeisterschaften, Aiguebelette – Doppelvierer
- 1. Platz: 1998 Weltcup I, München – Doppelvierer
- 2. Platz: 1998 Weltcup II, Hazewinkel – Doppelvierer
- 3. Platz: 1998 Weltmeisterschaften, Köln – Doppelvierer
- 1. Platz: 1999 Weltcup I, Hazewinkel – Doppelvierer
- 1. Platz: 1999 Weltcup III, Luzern – Doppelvierer
- 5. Platz: 1999 Weltmeisterschaften, St. Catharines – Doppelvierer
- 1. Platz: 2000 Weltcup II, Wien – Doppelvierer
- 3. Platz: 2000 Weltcup III, Luzern – Doppelvierer

## Dopingfall
2003 wurde Lambing ebenso wie seine damaligen Teamkollegen Helfried Jurtschitsch und Martin Kobau bei einem Dopingtest positiv auf Nandrolon getestet und für sechs Monate gesperrt. Als Ursache wurde die Einnahme des verunreinigten Nahrungsergänzungsmittels „Mega Ribosyn 1100“ ermittelt. Das Produkt wurde vom österreichischen Dopinglabor Seibersdorf mehrfach als unbedenklich getestet und zusätzlich stellte die zuständige FISA-Kommission Lambings nicht-intentionelles Ziel zur Leistungssteigerung fest. Die FISA-Kommission befand darüber hinaus keine Nachlässigkeit seinerseits, berief sich bei der Aussprache der 6-Monats-Sperre jedoch auf den Grundsatz des Sportlers in der Verantwortung über dessen eigenen Körper und das existente Risiko über die Zunahme von Nahrungsergänzungsmitteln selbst unter höchsten Vorsichtsmaßnahmen. Er startete noch bis 2007 bei Weltcups und beendete dann seine aktive Karriere als Rudersportler.

## Wirken als Trainer und Manager
Lambing trainierte ab 2007 seine Freundin und spätere Ehefrau Sara Karlsson, Weltmeisterschafts-Fünfte im Leichtgewichts-Einer 2010. 
Von 2006 bis 2007 inskribierte er Sportmanagement an der Universität Wien, ließ das Studium durch berufliche Engagements jedoch ruhen. 2008 war er als Assistant Manager beim Wiener Eishockey-Verein Vienna Capitals in der Austrian Prime League tätig. 
Nach Aufgaben im Marketing-Bereich sowie als Assistent eines Tech Entrepreneurs kehrte Lambing 2011 zum Rudersport zurück. Seitdem ist er Sportdirektor des ÖRV. Lambing ist staatlich geprüfter Ruder-Trainer, geht aber dieser Tätigkeit aufgrund seiner Position beim ÖRV nicht nach.
Lambing ist als Sportdirektor für die gesamte Geschäftsführung und Entwicklung im Österreichischen Ruderverband zuständig. Er war maßgeblich daran beteiligt, dass der österreichische Rudersport wieder Erfolge feiert. So schaffte Magdalena Lobnig in Tokio den Gewinn der Bronzemedaille.

## Sonstiges
Lambing ist Gründer und CEO des Wiener IT-Startups grommunio, Hersteller der gleichnamigen, quelloffenen Groupware.